# Маковиц, Ричард
Ричард Джон «Мак» Маковиц (англ. Richard John "Mack" Machowicz; 30 мая 1965, Детройт — 2 января 2017, Пэрленд) — боец спецподразделения ВМС США SEAL, киноактёр и телеведущий, известный по передачам «Оружие будущего» (Discovery Channel) и «Непобедимый воин» (Spike TV).

## Биография
Согласно биографии телеканала Discovery Channel, служил в подразделении спецназа ВМС США SEAL в 1-м и 2-м отрядах на протяжении десяти лет, участвуя в тактических операциях. Во время службы во 2-м отряде занимал должность снайпера и инструктора по ведению боёв на суше, в горах и арктических условиях.
После увольнения из армии он основал Институт Букидо (англ. Bukido Institute), который занимался обучением рукопашному бою без использования оружия и помогал людям следовать особому философскому пути, позволяющему выпускать негативные эмоции в бою против врага. Работал телохранителем у множества ведущих политиков, предпринимателей и деятелей шоу-бизнеса. Работал на телевидении: вёл программы «Идеальный солдат» (англ. Ultimate Soldier Challenge), «Непобедимый воин» (англ. The Deadliest Warrior, 3-й сезон) и «Оружие будущего» (англ. Future Weapons). Снимался в различных документальных фильмах.
Супруга — Мэнди Леджо Маковиц, у них в браке родились две дочери. Будучи верующим римско-католической церкви, Маковиц был практиком дзен-буддизма и даже имел сан буддистского священника.
Маковиц скончался 2 января 2017 года от опухоли головного мозга.

## Фильмография
- Золотые крылья Пенсаколы (1998; 1 episode)
- Подарок (2005; ведущий)
- Оружие будущего (30 серий, 2005—2008; ведущий и продюсер)
- Джим Роум жжёт[англ.] (одна серия, 2008)
- Геймер (2009, роль Синего солдата)
- Америка: Наша история[англ.] (6 серий, 2010)
- Непобедимый воин (3-й сезон, 10 серий, 2011, телеведущий)
- Человечество: Вся наша история[англ.] (12 серий, 2012)